# Municipio de Ridgeley
El municipio de Ridgeley (en inglés: Ridgeley Township) es un municipio ubicado en el condado de Dodge en el estado estadounidense de Nebraska. En el año 2010 tenía una población de 168 habitantes y una densidad poblacional de 1,8 personas por km².

## Geografía
El municipio de Ridgeley se encuentra ubicado en las coordenadas 41°36′47″N 96°43′33″O / 41.61306, -96.72583. Según la Oficina del Censo de los Estados Unidos, el municipio tiene una superficie total de 93.14 km², de la cual 93,02 km² corresponden a tierra firme y (0,13 %) 0,12 km² es agua.

## Demografía
Según el censo de 2010, había 168 personas residiendo en el municipio de Ridgeley. La densidad de población era de 1,8 hab./km². De los 168 habitantes, el municipio de Ridgeley estaba compuesto por el 100 % blancos. Del total de la población el 0 % eran hispanos o latinos de cualquier raza.